# Félix Saluzzi
Félix «Cuchara» Saluzzi (23 de junio de 1944, Campo Santo, Salta) es un instrumentista y profesor de música argentino, proveniente de una tradicional familia de músicos.
Hijo de popular compositor y bandeoneonista Cayetano Saluzzi, desde muy chico acompañó a su padre en la música, comenzó tocando el clarinete  y luego se unió a la familia de los saxos, lo que le dio una gran experiencia con diferentes tipos de música, desde la música clásica  hasta la música popular como el jazz, blues y la bossanova. Dedicado enteramente a la pasión de la música y a encontrar un color particular proveniente de los sonidos de estos instrumentos, ha logrado expresar claramente su personalidad y nostalgia musical implícita.
Hermano menor del gran bandeoneonista Dino Saluzzi y de Celso Saluzzi, han dejado nostalgia y despertado una gran pasión por la música de su tierra (Argentina) fuera en el lugar en el que hayan tocado.
Saluzzi ha participado en distintos proyectos que cuentan con la música clásica, jazz y música étnica  en diferentes partes del mundo, como: Italia, Dinamarca, Alemania, Austria, Suiza, Holanda, Groelandia, Finlandia, Suecia, Noruega, Polonia, Portugal, Irlanda, Estados Unidos, Canadá, Japón, China, Australia, y varios países de Sudamérica.
Fue clarinete solista en la Orquesta Sinfónica de Buenos Aires  en los años 80, en 1991 grabó un álbum que fue parte del "proyecto familiar" de la familia Saluzzi, liderada por Dino Saluzzi iniciando con un tour por muchos países de Europa. El proyecto incluye a Dino Saluzzi en Bandoneón, Félix Saluzzi en saxos y clarinete, José Saluzzi en guitarra, Matías Saluzzi bajo, y contrabajo (hijo de Félix) y músicos invitados como el baterista italiano U.T Gangui, Horacio López, Gabriel Said, y Anja Lechner violonchelista.
Ha participado en importantes festivales de jazz como en Montreal, Canadá, los festivales Europeos de Nordsee, en Holanda. Compartió escenarios con Pat Metheny, Herbie Hancock, Steve Swallow, Ray Brown, Dave Weckl, Marc Johnson, músicos reconocidos a nivel mundial.
Se dedica a la fabricación artesanal de las boquillas para saxo y clarinete "Saluzzi".
Se destaca también como profesor de música, habiendo tenido excelentes alumnos como el clarinetista Carlos Céspedez entre otros.
Félix Saluzzi es conocido como uno de los mejores saxofonistas de Argentina, por el color de su sonido y la expresividad de dar a conocer su personalidad y ritmo a través del instrumento.
Ha registrado grabaciones para las compañías BMG, ECM, Y RCA, junto a Dino Saluzzi y otros músicos del circuito internacional.